# Орудьевская торфобрикетная фабрика
Орудьевская торфобрикетная фабрика — предприятие, организованное в 1930-е годы неподалеку от села Орудьево Дмитровского района Московской области.

## История
В 1930-е годы рядом с селом Орудьево Дмитровского района Московской области была построена торфобрикетная фабрика. Фабрика в этой местности была необходима для освоения и разработки торфяника в долине речки Кухолки. В связи со строительством канала Москва-Волга была прервана доставка торфа с Дядьковского торфопредприятия на фабрику в Мельчёвке. При Орудьевской фабрике появился посёлок.
Торфяные поля стали местом работы для жителей посёлка и окрестных деревень.
У предприятия не было своих зданий по состоянию на 1935 год. Управление предприятия было расположено в доме Н. Я. Федотова в селе Орудьево. Также предприятие для своих нужд арендовало сарай, который использовался как материальный и продовольственный склад. Директором предприятия был Петр Трофимович Михайлов, помощником директора Иван Михайлович Выборов, главным инженером Шумихин Дмитрий Алексеевич. Предприятие стало работать весной 1935 года. Через год началось строительство жилищно-коммунальных и производственных зданий.
В 1940 году на предприятии появились элеваторные машины по добыче торфа. Чтобы улучшить качество продукции, решили построить торфобрикетный завод. Так, в 1945 году на базе Орудьевской торфобрикетной фабрики был построен завод, мощность которого составляла 10 тысяч тонн брикета в год. В 1954 году была начала реконструкция завода. В начале лета 1956 года завод опять был запущен. В 1966 году была завершена вторая реконструкция завода, благодаря чему мощность завода была увеличена в два раза. Завод смог выпускать 47 тысяч тонн брикета. Численность работников предприятия составила 300 человек. Территория фабрики составляла около 50 тысяч квадратных метров. Все производственные цеха были размещены в одном здании.
Фабрика работала до 1991 года. Затем, когда снизился спрос на торф в качестве источника топлива, Орудьевская фабрика как и другие предприятия такого рода, закрылись. Многие здания разрушены, техника сдана на металлолом.